# Auf der Scheidthecke und Hoverbachtal

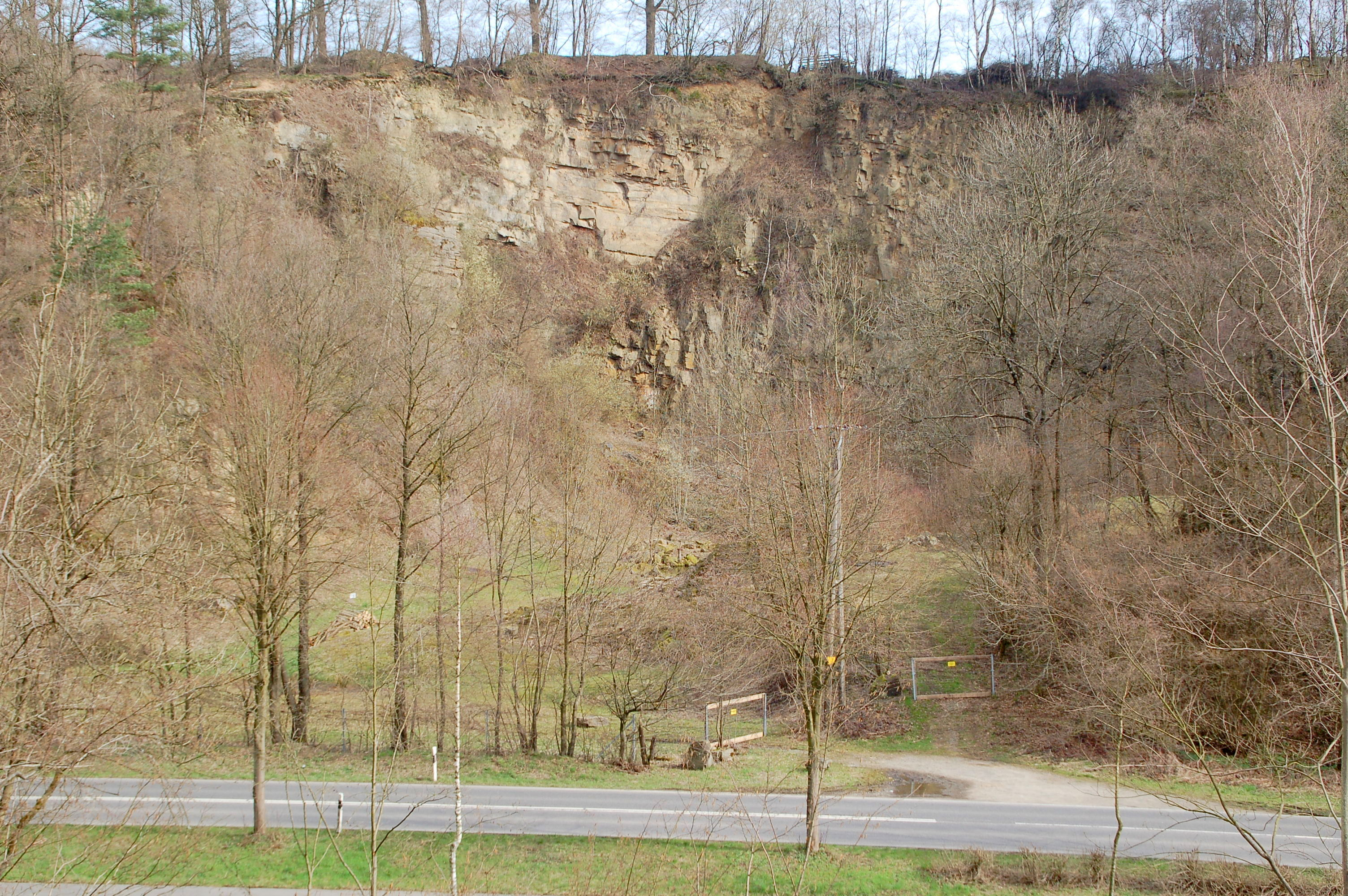
Kalksteinbruch

Auf der Scheidthecke und Hoverbachtal ist seit 2011 ein Naturschutzgebiet (NSG SU-057) östlich von Ruppichteroth-Schönenberg. Es handelt sich um einen ehemaligen Kalk-Steinbruch und das angrenzende Bachteilstück des Hoverbaches. 

## Lage
Das Naturschutzgebiet liegt zwischen Schönenberg, Etzenbach und Scheid und hat eine Größe von 9,3 ha, wovon je ein Drittel mit Buchen-Eichenmischwald und Eichen-Hainbuchenmischwald bewachsen ist. Die Strecke des geschützten Bachlaufs beträgt ca. 500 m. Die Scheider Straße zerschneidet das Gebiet.

## Beschreibung
Das Bachbett des Hoverbachs mäandert im oberen Teil des Schutzgebietes. Das ein bis zwei Meter breite Bett ist steinig-schottrig. Die 30 m breite Talsohle ist nass, teilweise quellig und fast durchgehend mit Erlen bewachsen. Darunter dominieren Mädesüß-Hochstaudenflure. Im 0,54 ha großen Steinbruchgelände wachsen Haselgebüsche. Auf der Abraumhalde finden sich unter einem Eichen-Hainbuchenbestand vor allem Wald-Bingelkraut und Einblütiges Perlgras.
Neben Wasseramsel und Gebirgsstelze sind im Schutzgebiet auch seltene Schmetterlinge wie Großer Schillerfalter, Kleiner Eisvogel und Violetter Silberfalter anzutreffen. An Pflanzen wächst hier z. B. das Stattliche Knabenkraut, die Hohe Schlüsselblume, die Rote Lichtnelke, die Kuckucks-Lichtnelke und die Ährige Teufelskralle.
Die landwirtschaftliche Nutzung ist teilweise erlaubt, so auch Viehtränken und bestehende Viehtriften.